# Bierbril
Bierbril is een term uit de straattaal. Er wordt mee gedoeld op het verschijnsel dat na overmatig alcoholgebruik vrouwen er aantrekkelijker uitzien dan ze in werkelijkheid zijn; de seksuele maatstaven worden verlaagd. 
De term wordt vaak op een humoristische manier gebruikt als een individu geobserveerd wordt tijdens het versieren van een partner die gedurende de nuchtere gemoedstoestand onaantrekkelijk of onsmakelijk zou worden gevonden. De 'bierbril' tast zogezegd 'het zicht van de drager' aan, waardoor onaantrekkelijke personen knapper lijken dan ze in werkelijkheid zijn.
Het verschijnsel is in het Engels bekend als beer goggles. Er zijn verscheidene liederen over geschreven: Smash Mouths Beer Goggles, Lagwagons Beer Goggles, en Neal McCoys Billy's Got His Beer Goggles On.

## Referentie
- Drankje te veel op? Opeens is iedereen aantrekkelijker![dode link]